# Germignaga
Germignaga (Germignaga in dialetto varesotto) è un comune italiano di 3 722 abitanti della provincia di Varese in Lombardia. È situato nel mezzo della Valtravaglia, sulle rive del Lago Maggiore, a circa 30 chilometri dal centro di Varese e ai piedi delle Prealpi Varesine.
Fa parte del comune di Germignaga anche la località del Premaggio, che sorge su una lingua di terra tra il fiume Tresa e il Margorabbia. Per questa sua natura è stata spesso al centro di numerosi alluvioni, ma sembra anche essere stata abitata già in epoca romana. Qui, infatti, doveva sorgere un accampamento, forse perché facile da difendere proprio per la presenza dei due corsi d'acqua.

## Geografia fisica

### Territorio
La Valtravaglia, in cui è situato il paese, si apre a sud est verso Mesenzana la Valcuvia, e a sud ovest verso Porto Valtravaglia e Laveno. Il territorio ha una superficie di 4,66 km² ed è distribuito su un suolo che ha un'altitudine compresa tra i 193 m ed i 375 m s.l.m. L'ufficio comunale è situato a 204 m s.l.m.
Il comune confina a nord con Cannero Riviera (separato dal Lago Maggiore), a sud ovest con Brezzo di Bedero e Brissago Valtravaglia, a est con Luino e a sud est con Montegrino Valtravaglia.
Secondo la classificazione sismica la città è in zona 4 (sismicità irrilevante), come stabilito dall'ordinanza PCM n. 3274 del 20 marzo 2003.

#### Idrografia
Germignaga si trova sulla riva del Lago Maggiore ed è attraversata da tre principali corsi d'acqua.
Il fiume Tresa sfiora soltanto il territorio comunale: emissario del Lago di Lugano, ha la sua foce nel Lago Maggiore nei pressi del confine fra Germignaga e Luino. Il torrente Margorabbia si immette nel Tresa a poche centinaia di metri dalla foce, e attraversa per intero la località Premaggio. Nonostante la costruzione degli argini, a causa del suo carattere torrentizio, è protagonista di esondazioni, l'ultima delle quali nel 2014.
Il torrente San Giovanni, chiamato La Fiume dagli abitanti, attraversa per intero l'abitato di Germignaga. Si tratta di un corso d'acqua di modeste dimensioni, che sfocia direttamente nel Lago Maggiore.
A causa della presenza di questi corsi d'acqua e del lago, Germignaga è periodicamente vittima di esondazioni anche gravi.

### Clima
Secondo la classificazione climatica il centro abitato è situato in zona E, 2433 GR/G. Situata a nord della pianura padana, nella fascia prealpina, Germignaga ha un clima di tipo continentale con inverni freddi e con molte giornate di gelo. La presenza del Lago Maggiore conferisce al clima alcuni tratti mediterranei. Le estati sono calde, umide e moderatamente piovose. Le temperature, in tale periodo, possono superare i 30 °C, con l'umidità che può raggiungere l'80%, causando l'afa. L'umidità è sempre molto elevata per tutto l'anno. Le perturbazioni di stampo atlantico-mediterraneo e artico-russo sono le principali cause delle precipitazioni atmosferiche. A Germignaga, come in gran parte dei comuni della fascia prealpina, soffiano venti di origine occidentale e meridionale. Tipico della zona è anche il favonio.

## Origini del nome

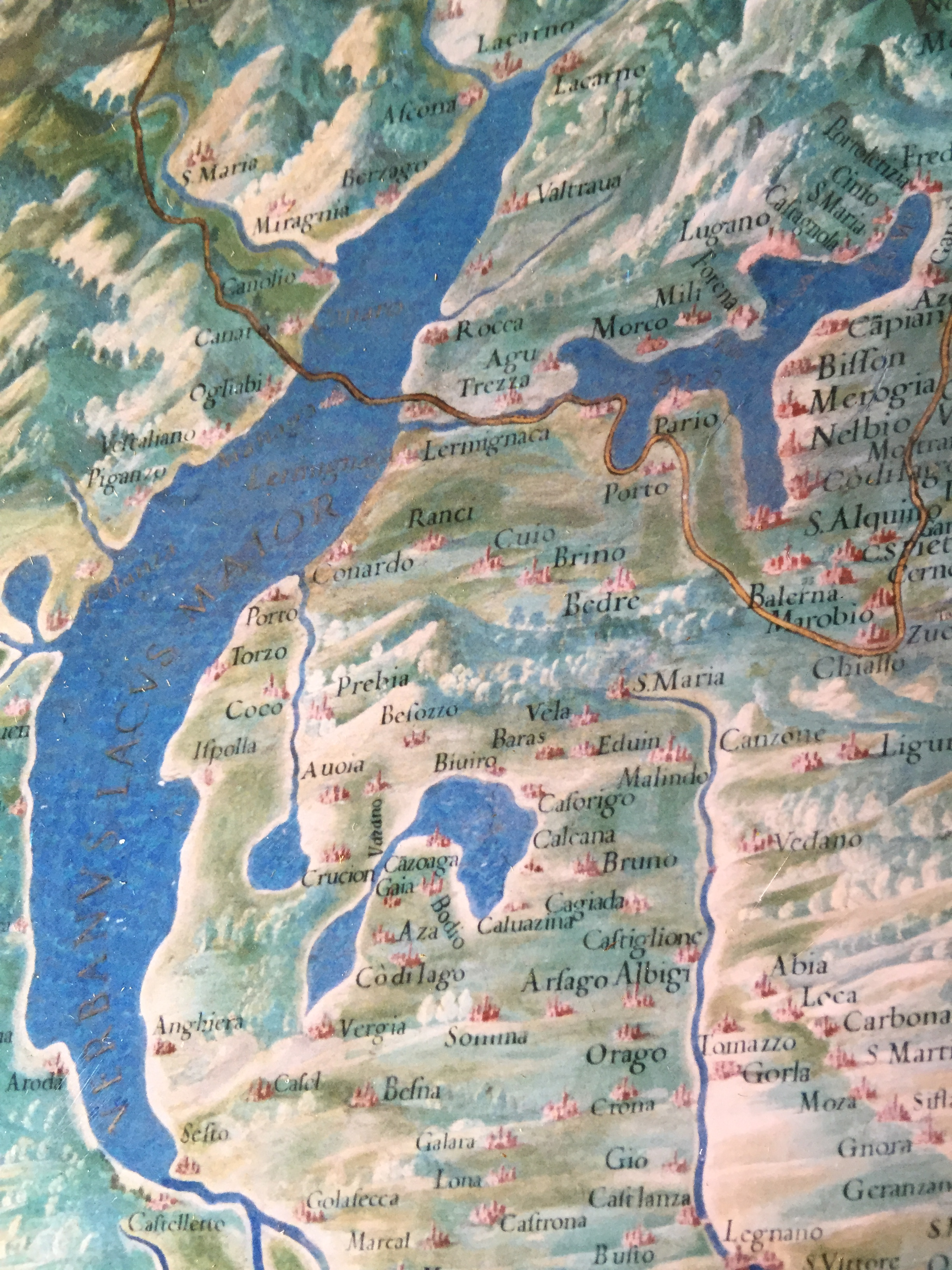
Dettaglio della mappa del Ducato di Milano nella Galleria delle carte geografiche dei Musei Vaticani (Ignazio Danti, 1581); nella parte medio-alta della riva destra del lago Maggiore è presente il toponimo Lermignaca.

Germignaga attinge la sua etimologia o dai Germani o da Germanico, figlio adottivo di Tiberio. Il primo nome è tramandato dai documenti: fu dapprima Germanigo e Germaniaca, poi Germaniana e Germegnana, ed infine Germegnaga, Lermignaca o Zermegnaga e Germignaga. Giovanni Flecchia fa invece derivare il nome da Germanius.

## Storia

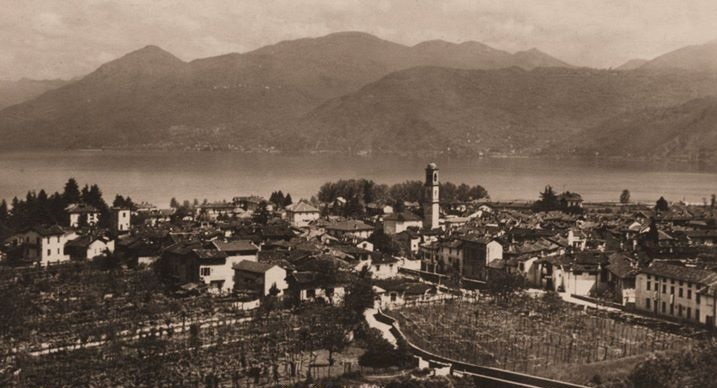
Foto storica di Germignaga dalla collezione di Renzo Fazio.

La scoperta di case costruite su palafitte ed oggetti dell'età della pietra e del bronzo ha accertato come tutta la zona del Verbano sia stata abitata sin dalla preistoria.
Numerosissime sono anche le tracce lasciate dai Romani del loro passaggio su queste terre.
Il centro storico del paese con le sue caratteristiche strade in pavé, arretrato rispetto all'attuale riva sul lago, testimonia l'antichità del borgo;  essendo ubicato alla foce del Tresa, nel corso degli anni il territorio si è via via "allungato" a causa dei riporti alluvionali del fiume.
Il primo documento nel quale appare menzione del paese risale al 11 settembre 807: su un atto di vendita si parla di Germignaga appartenente al Contado del Seprio. La carta annota la seguente trascrizione: quinta in Germaniaca, in territorio civitatis Sebriensis. In quel periodo Germignaga era centro di Prefettura di tutta la valle. Tale privilegio durò per centinaia di anni, tanto da rilevarlo ancora in un documento di vendita di beni del 1174, steso in loco Bubiate, la cui investitura avvenne in foro Zermaniaga.
Attorno all'anno 1000 risale l'antica fortezza di Germignaga, ubicata nell'attuale perimetro del cimitero, che doveva essere ancora in buone condizioni quando nel 1276 si svolse la battaglia di Germignaga fra le truppe capitanate da Ottone Visconti arrivate dal lago e i Torriani. Di questa fortezza non c'è più traccia in quanto alla fine dell'Ottocento i suoi ruderi vennero utilizzati per erigere l'argine lungo il Tresa.
Nel XII secolo in più documenti si rileva la presenza di un importante mercato mensile in località "intus forum". In una pergamena del 1347 conservata nell'archivio Borromeo è documentata la presenza a Germignaga di una "peschiera" attrezzata per lo sfruttamento ittico del lago.
Nel 1397 Germignaga entra a far parte del nuovo Contado di Angera. Nel XV secolo rimane allo stato di progetto la realizzazione della "Ferera di Zermignaga" che doveva produrre ferro e i suoi derivati in maniera industriale, sfruttando i corsi d'acqua per l'azionamento dei magli. Sempre nel XV secolo, nello stemmario trivulziano che riporta oltre 200 stemmi di Famiglie e comunità dell'antico ducato di Milano, è raffigurato lo stemma della famiglia "De Germignaga" che verrà nel 1986 adottato anche dal Consiglio Comunale. Nel 1555 risulta essere un importante centro per il commercio di legname, carbone, vino e pesce.
Nel 1928 il governo fascista impone l'annessione di Germignaga al Comune di Luino, imposizione mai accettata dai germignaghesi, tanto che al termine della seconda guerra mondiale un gruppo di cittadini si fa promotore di una raccolta di firme presentata al Ministero dell'Interno per richiedere il ritorno all'autonomia amministrativa, che verrà concessa alla fine del 1947.

### Simboli
Lo stemma e il gonfalone sono stati concessi con decreto del presidente della Repubblica del 6 gennaio 1961.
(Art. 7 dello Statuto comunale)
Il gonfalone è un drappo troncato di azzurro e di rosso.

## Monumenti e luoghi d'interesse

### Architetture religiose

#### Chiese
- La chiesa parrocchiale dei Santi Giovanni Battista e Rocco, il cui nucleo antico è stato costruito nel 1490 in occasione di un'epidemia di peste, è stata ampliata fino a raggiungere la struttura attuale nel 1835.[23] Di architettura barocca, conserva, al suo interno, un organo neoclassico del 1852, opera di Francesco Carnisi.
- La chiesa di San Giovanni, un tempo parrocchiale, è sita presso il cimitero. Risalente al 1000-1100 ma poi ampliata nel XVII e XVIII secolo, era confinata all'interno del perimetro della fortezza medievale.[24] Dell'originaria chiesa romanica sopravvive solo il campanile.[25] È stata recentemente restaurata a seguito di due incendi.[26][27]
- La chiesa di San Carlo, costruita nel 1664 in onore di San Carlo Borromeo grazie al contributo della popolazione. Parzialmente distrutta da un fulmine nel 1841, fu ricostruita con l'aiuto di alcuni parrocchiani.[28]
- La chiesa di Santa Veronica è costruita in stile moderno negli anni '60.

#### Cimiteri
A fianco alla chiesa di San Giovanni si trova il cimitero, al cui interno è presente una rappresentazione della Via Crucis risalente al 1828 e restaurata intorno al 2006.

### Architetture civili
L'edificio della ex colonia elioterapica, conosciuto anche con il nome di bislunga, sorge sulla riva del lago Maggiore. Costruito nei primi anni del XX secolo, deve il suo soprannome alla sua forma architettonica, con linee slanciate verso il lago, quasi a ricordare una nave attraccata. La struttura è in effetti posizionata nella parte terminale del lago e vi si addentra per qualche decina di metri. Inizialmente utilizzata come imbarcadero e poi come luogo ricreativo, nel 1929, sotto il governo fascista, viene sistemata ed adattata a colonia elioterapica grazie al progetto del geometra Gracchi. Per anni, nel periodo estivo, è stata frequentata da centinaia di bambini. A causa delle esondazioni del lago, ha subito nel tempo numerosi danni, fino a quando, nel 2009, l'amministrazione comunale ha deciso di restaurare l'intero edificio.

### Parchi e aree naturali
- Parco "Le Fontanelle"
- Parco "Boschetto", con un anfiteatro dedicato a Renzo Villa
- Parco "1º Maggio"
- Pista ciclabile "Silvio Fiorini"
- Sentiero "Alto Verbano", itinerario escursionistico nella valle del San Giovanni

#### Isolotto alla foce del Tresa
Le dinamiche della natura, come il livello delle acque del lago con il relativo moto ondoso, la portata e la corrente del fiume, influiscono nel tempo sulla morfologia della zona: un esempio è l'isolotto alla foce del Tresa, formatosi grazie all'accumulo di sabbia e ciottoli portati dal fiume e dal lago. Nonostante l'area non sia soggetta ad alcuna protezione normativa, essa è diventata un punto di riferimento per la fauna ittica e l'avifauna. Durante i periodi di migrazione, infatti, numerose specie di uccelli in transito nel corridoio del Lago Maggiore, alcune rare, altre comuni, sostano nel biotopo e ripartono entro qualche giorno per spostamenti che possono raggiungere anche migliaia di chilometri.

## Società

### Evoluzione demografica
Abitanti censiti

### Etnie e minoranze straniere
Secondo i dati ISTAT al 1º gennaio 2015 la popolazione straniera residente è di 306 persone.
Le nazionalità maggiormente rappresentate in base alla loro percentuale sul totale della popolazione residente sono:
- Marocco 54 - 17,65%
- Albania 46 - 15,03%
- Ucraina 31 - 10,13%
- Cina 23 - 7,52%
- Romania 20 - 6,54%
- Germania 20 - 6,54%

### Lingue e dialetti
Oltre alla lingua italiana, a Germignaga è utilizzato il locale dialetto varesotto, una variante della lingua lombarda. Vi sono però alcune differenze dal dialetto parlato a Varese città, essendo Germignaga influenzata dalle parlate locali della vicina Valcuvia e della Valtravaglia, nonché del Canton Ticino. Come tutti i dialetti lombardi occidentali, anche il varesotto è sostanzialmente una lingua romanza derivata dal latino. L'uso del varesotto sta lentamente regredendo, anche se in maniera meno marcata di altri dialetti lombardi.

### Religione
La maggioranza della popolazione è cattolica. L'immigrazione di cittadini comunitari ed extra-comunitari ha portato all'insediamento di minoranze musulmane e ortodosse.
Nel comune è presente la parrocchia di San Giovanni Battista, che appartiene all'Arcidiocesi di Milano e tutte le messe sono celebrate in rito ambrosiano. I Registri Parrocchiali più antichi risalgono al 1563, e da allora la serie dei parroci è nota quasi senza lacune. Retta al 2015 dal parroco don Giorgio Basilio.

### Tradizioni e folclore
Il paese mantiene vive alcune tradizioni, molto sentite dai Germignaghesi e seguite anche dai turisti.
- La processione dell'Intiéro, (Venerdì Santo) si svolge dal 1686. La processione si snoda in tutto il centro storico, ed è composta da figuranti. La Confraternita del SS. Sacramento trasporta una pesante urna in metallo e vetro, in cui viene adagiato un simulacro ligneo con braccia mobili di Cristo, che durante la funzione che precede la funzione viene deposto dalla croce.[40]
- La festa della Madonna del Rosario (prima domenica del mese di ottobre), una processione per le vie del paese. Successivamente alla funzione religiosa, nella piazza antistante la chiesa parrocchiale, si svolge l'incanto dei doni, dove vengono battuti all'asta cesti di funghi, selvaggina, torte e altri prodotti. Le offerte raccolte vengono destinate alle attività parrocchiali. Legata a questa festa è anche la produzione di un dolce tipico, il croccante, preparato con mandorle, zucchero e miele.
- Se brusa ul vecc (31 dicembre), sulle rive del torrente San Giovanni si affollano centinaia di persone per assistere al rogo di un fantoccio in cartapesta, che rappresenta l'anno vecchio. La festa è accompagnata dalla musica della Banda, da Vin Brulé e Cioccolata.[41]

## Cultura

### Istruzione
A Germignaga hanno sede tre istituti scolastici: la scuola materna privata paritaria, che fino al 2010 è stata gestita dalle Suore di Carità della Santa Croce, la scuola elementare "Giovanni Pascoli" la cui struttura risale al 1932, e la scuola media "Vittorio Sereni". Queste ultime due appartengono all'Istituto Comprensivo Statale di Germignaga.
Dal 2013 è attiva la biblioteca comunale che ha sede nel polo culturale.

## Sport
Germignaga accoglie numerose associazioni che promuovono la pratica sportiva, in particolare canottaggio, calcio, judo, podismo, pallavolo, pallacanestro, alpinismo. Le strutture principalmente sfruttate per allenamenti e competizioni dalle varie società sono la palestra delle scuole medie, la pista ciclabile e pedonale che collega Luino alla Valcuvia e il bacino idrografico del Lago Maggiore.
Dal 2010 nel periodo estivo si svolge la manifestazione Germignaga vive di Sport. La manifestazione organizzata dal Comune coinvolge tutte le associazioni, sportive e non, di Germignaga.
Dal 2003 si svolge annualmente la 24 ore del Verbano di Slot car, manifestazione che fa parte del Campionato Europeo Endurance e vede la partecipazione di team da tutta Europa.
Dal 1981 si svolge la "Camminata Alto Verbano" manifestazione podistica internazionale a passo libero organizzata la seconda domenica di maggio dal Gruppo Podistico Alto Verbano di Germignaga.

## Economia
Tra il XIX e il XX secolo Germignaga è stata una città fortemente industrializzata, in particolare nel settore tessile, in cui hanno lavorato centinaia di persone. Punto di riferimento è stato lo stabilimento Huber, costruito nel 1839, che assieme alle altre fabbriche ha costituito un polo industriale di prim'ordine. Dopo la seconda guerra mondiale i grandi complessi industriali sono stati smantellati. Attualmente l'economia si basa sulle piccole imprese del territorio e sul settore turistico. Fortissimo è il frontalierato, cioè la presenza di lavoratori italiani che si recano giornalmente nella vicina Svizzera per lavoro.

## Infrastrutture e trasporti

### Strade
Le principali direttrici stradali di Germignaga sono:
- Strada statale 394 del Verbano Orientale per Varese;
- Strada Provinciale 69 di Santa Caterina per Laveno Mombello e Sesto Calende;

### Ferrovie
Germignaga è attraversata da una linea ferroviaria, ma non dispone di una stazione propria.

### Trasporto lacustre
L'Imbarcadero di Germignaga è stato attivo dal 1909 fino alla fine degli anni 20, poi la struttura è stata sistemata e trasformata in colonia elioterapica.

### Mobilità urbana
La città possiede un sistema di autobus urbani ed interurbani. I servizi sono gestiti dalla società Autolinee Varesine S.r.l. per conto del C.T.P.I. (Consorzio Trasporti Pubblici dell'Insubria).

## Amministrazione
Germignaga fa parte della Comunità Montana Valli del Verbano.
Nei periodi 1809-1816 e 1928-1947 ha fatto parte del comune di Luino a seguito delle ristrutturazioni territoriali comunali operate in periodo napoleonico e fascista.

## Galleria d'immagini

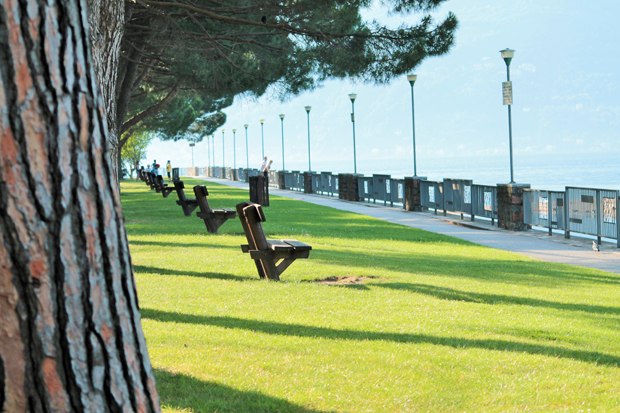
Il Parco Boschetto
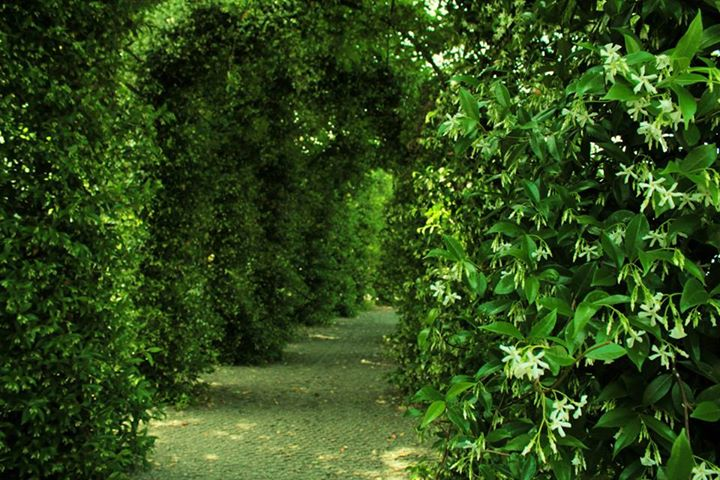
Tunnel of Love - Parco Boschetto
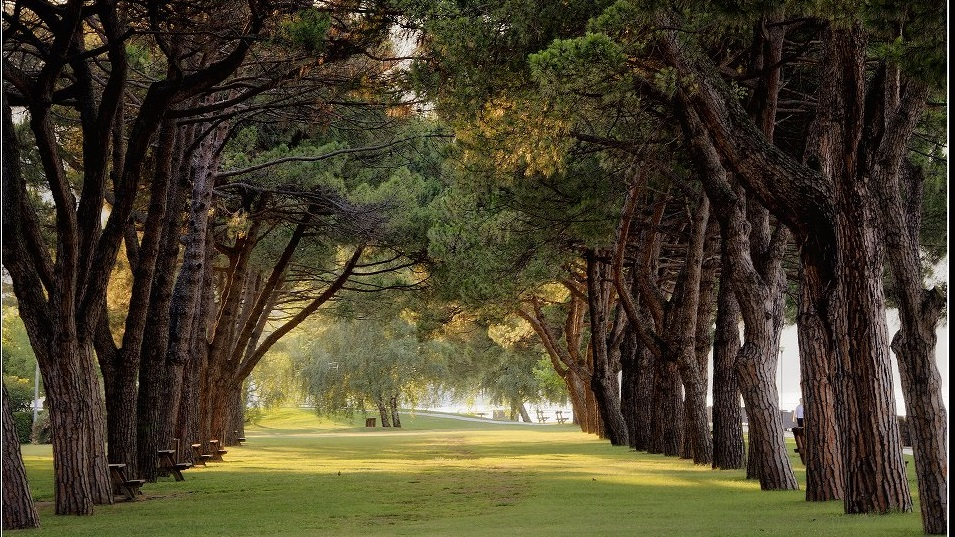
Il Parco Boschetto - Pineta
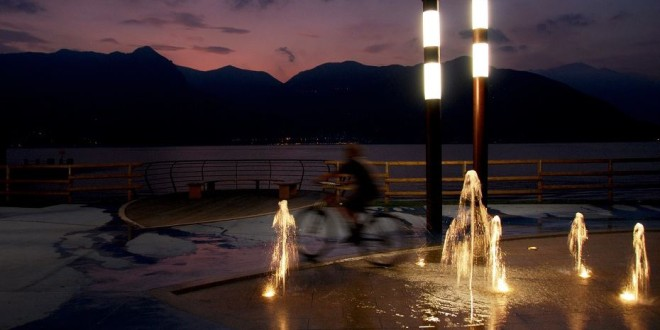
Parco le Fontanelle
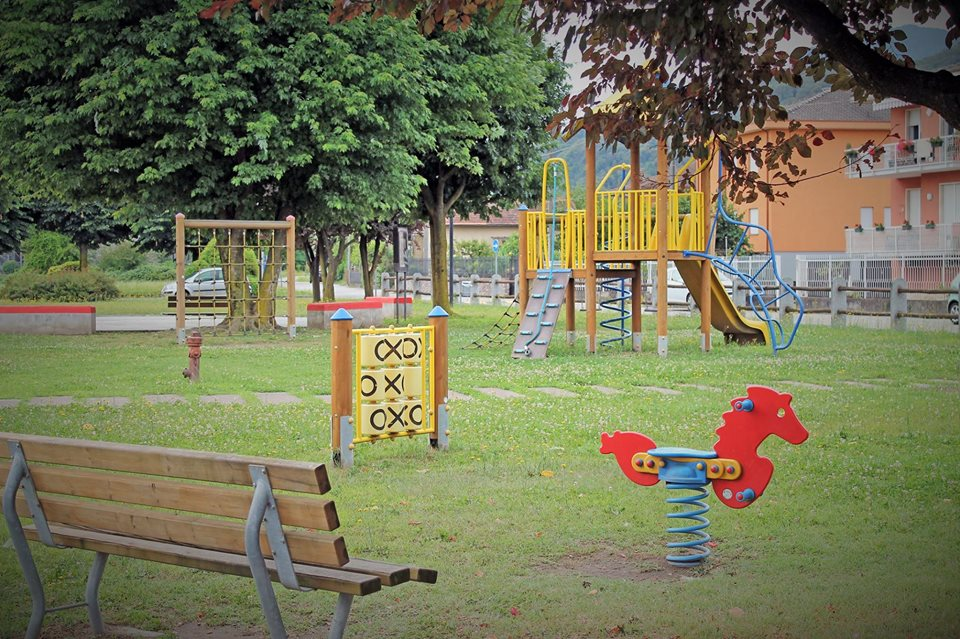
Piazzetta Località Premaggio